# Zuster A. Westerhofstraat 47

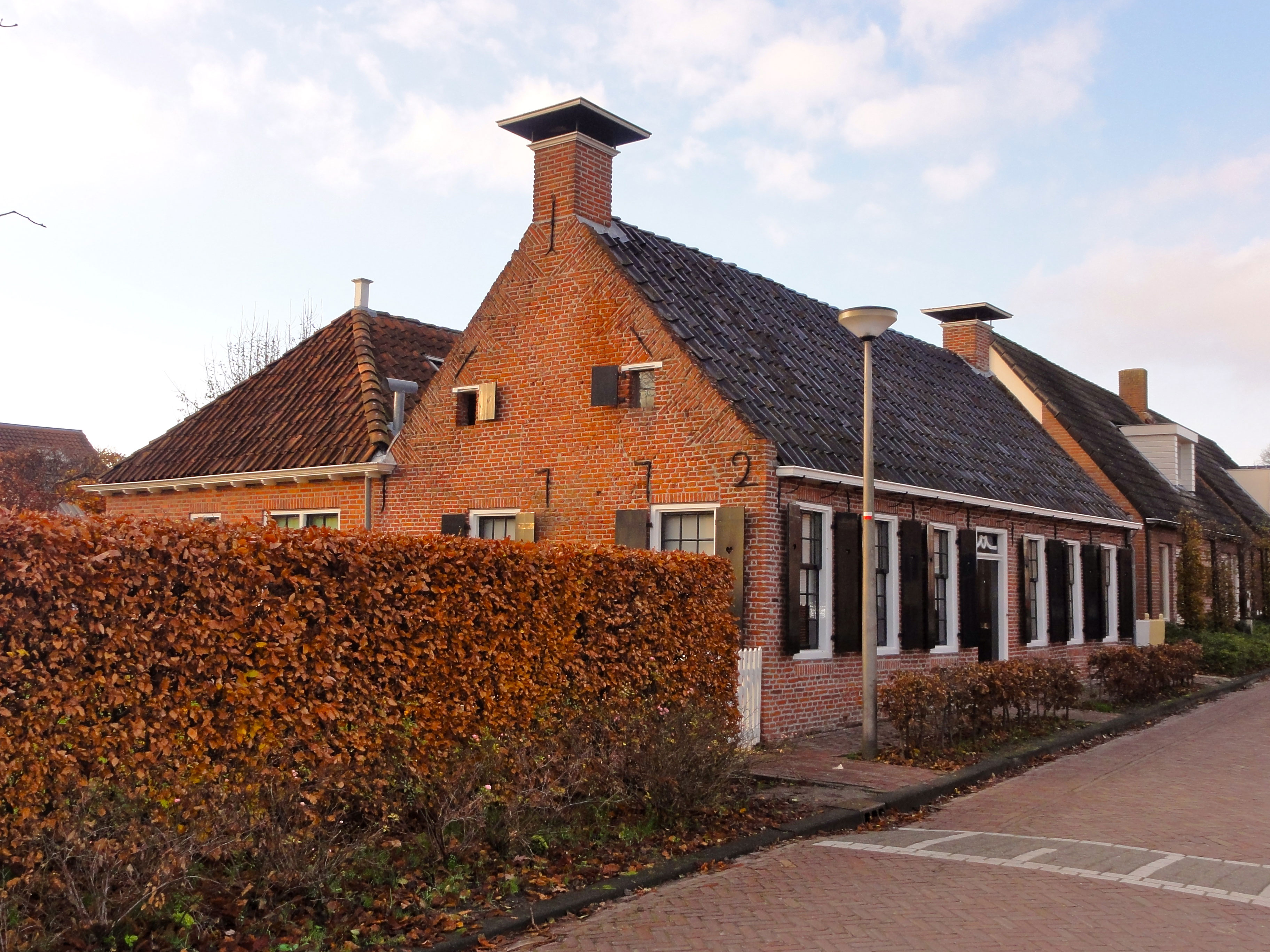
De voormalige visserswoning in Leens

De voormalige visserswoning aan de Zuster A. Westerhofstraat 47 in Leens in de Nederlandse provincie Groningen is een monumentaal pand gebouwd in 1772 aan de voormalige haven aan de Leenstervaart (ook Leensterdiep genoemd).

## Geschiedenis
Aan de Zuster A. Westerhofstraat in Leens staat de in 1772 gebouwde visserswoning. Het achterhuis van de woning dateert uit een later periode; dit deel van de woning werd gebouwd in de tweede helft van de 19e eeuw. De visserswoning stond aan de voormalige haven van Leens, die is verdwenen na de demping van het noordelijke deel van de Leenstervaart. In de jaren 1985 en 1986 is het pand ingrijpend gerestaureerd. Het interieur bevat waardevolle onderdelen als een met plavuizen belegde gang, twee beschilderde bedstedenwanden uit de 18e eeuw, waarvan één met trompe-l'oeilschildering, een schouw uit de 19e eeuw en een jeneverkastje.
Ondanks een negatief advies van de Raad voor Cultuur in 1998, de raad twijfelde aan de authenticiteit en vond rijksbescherming niet gerechtvaardigd, werd het pand toch onder meer vanwege zijn ouderdom en waardevolle onderdelen van het interieur erkend als een rijksmonument.